# Harry Kendall Thaw

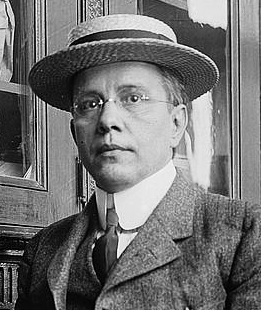
Harry Kendall Thaw (um 1905)

Harry Kendall Thaw (* 12. Februar 1871 in Allegheny (Pennsylvania); † 22. Februar 1947 in Miami, Florida) war ein US-amerikanischer Millionenerbe, der vor allem durch seinen Mord vor Publikum am Stararchitekten Stanford White bekannt wurde.

## Biografie
Harry Thaw war der Sohn des Geschäftsmanns und Multimillionärs William Thaw Sr. und dessen zweiter Ehefrau Mary Sibbet Copley. Er hatte fünf Geschwister sowie fünf Halbgeschwister aus der ersten Ehe seines Vaters.
Bereits in seiner Jugend war Thaw für seine Wutausbrüche berüchtigt. Er wechselte häufig zwischen verschiedenen Privatschulen und galt als Unruhestifter. Aufgrund seiner Herkunft konnte er an der University of Pittsburgh und später sogar am Harvard College Jura studieren, ohne allzu viel Energie darauf zu verschwenden. Stattdessen verbrachte er seine Zeit mit Pokern, Trinkgelagen, Wetten, Angebereien und Frauengeschichten; dabei zeigte er immer wieder sadistische Neigungen. Schließlich wurde er in Harvard ausgeschlossen.
Um die Exzesse seines Sohnes zu zügeln, kürzte William Thaw diesem die monatliche Zuwendung auf 2.500 $. Zum Vergleich: der durchschnittliche Jahreslohn eines Arbeiters betrug zu dieser Zeit 500 $. Als William Thaw 1889 starb, erhöhte seine Witwe die monatliche Zahlung an ihren Sohn auf 8.000 $.
Thaw nutzte die ihm zur Verfügung stehenden Finanzmittel für ein ausschweifendes Leben in den Staaten und in Europa. Hierzu gesellte sich der zunehmende Konsum von Drogen. Mit Geld wurden aufkeimende Skandale unterdrückt. Bei alldem konnte Thaw Menschen nötigenfalls durch ein freundliches, einnehmendes Auftreten beeindrucken.

### Verhältnis zu Stanford White

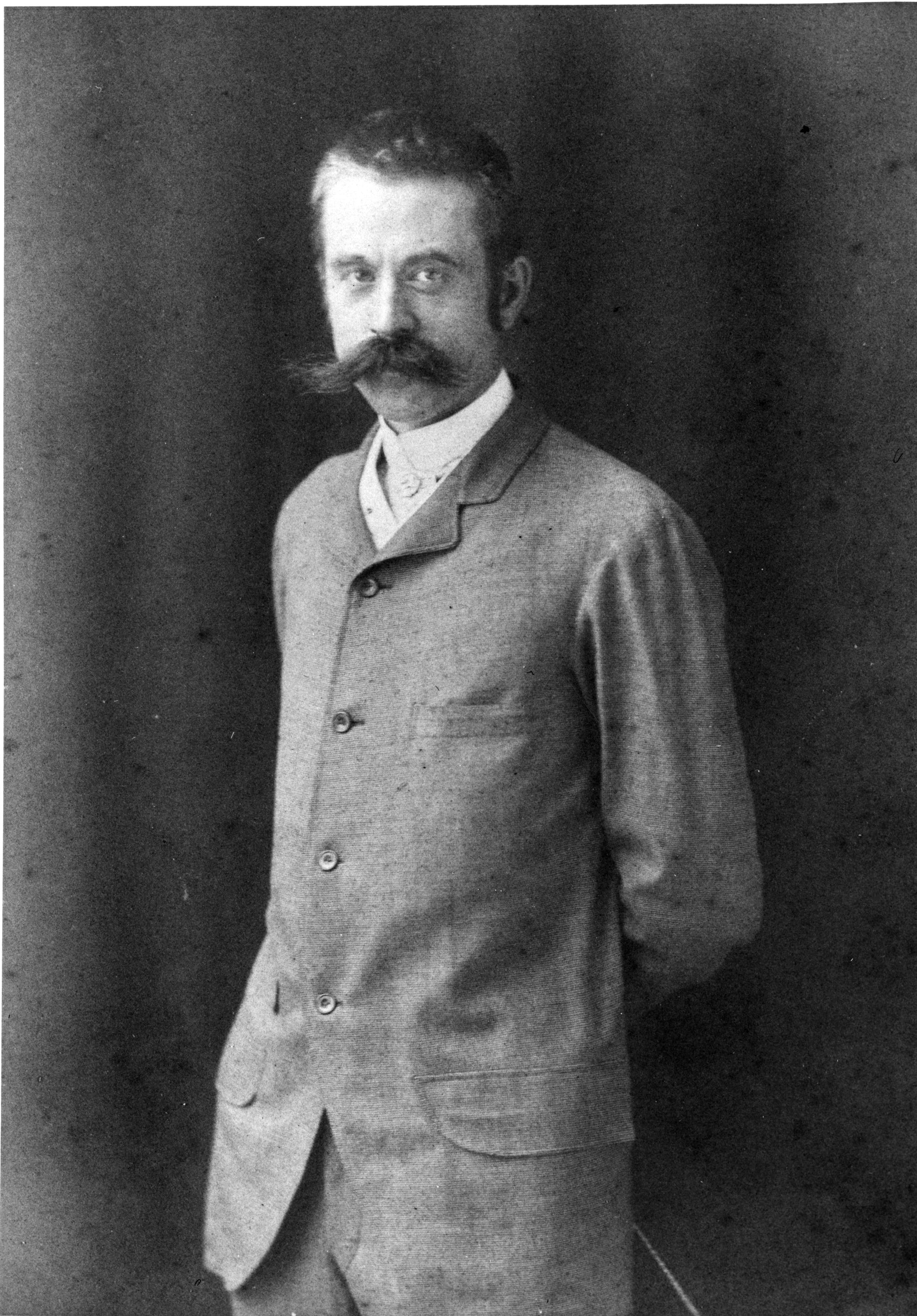
Stanford White (1895)

Nach seinem Rausschmiss in Harvard hielt sich Thaw vorwiegend in Pennsylvania und New York auf. Er versuchte, sich in der High Society zu etablieren; seine Mitgliedschaft in den entsprechenden Clubs wurde jedoch zumeist abgelehnt oder später widerrufen. Thaw verdächtigte den Stararchitekten Stanford White als Drahtzieher hinter all diesen Demütigungen.
Thaws Hass auf White erhielt weitere Nahrung durch ein Showgirl, das sich öffentlichkeitswirksam an Thaw rächte, der sie vor Publikum beleidigt hatte. Als Thaw zu einer seiner rauschenden Partys in New York einlud, überredete die junge Frau alle eingeladenen Frauen, stattdessen zu einer anderen Party zu gehen, die White auf dem Dachgarten des von ihm entworfenen Madison Square Garden veranstaltete. Die Klatschpresse berichtete darüber.

### Evelyn Nesbit

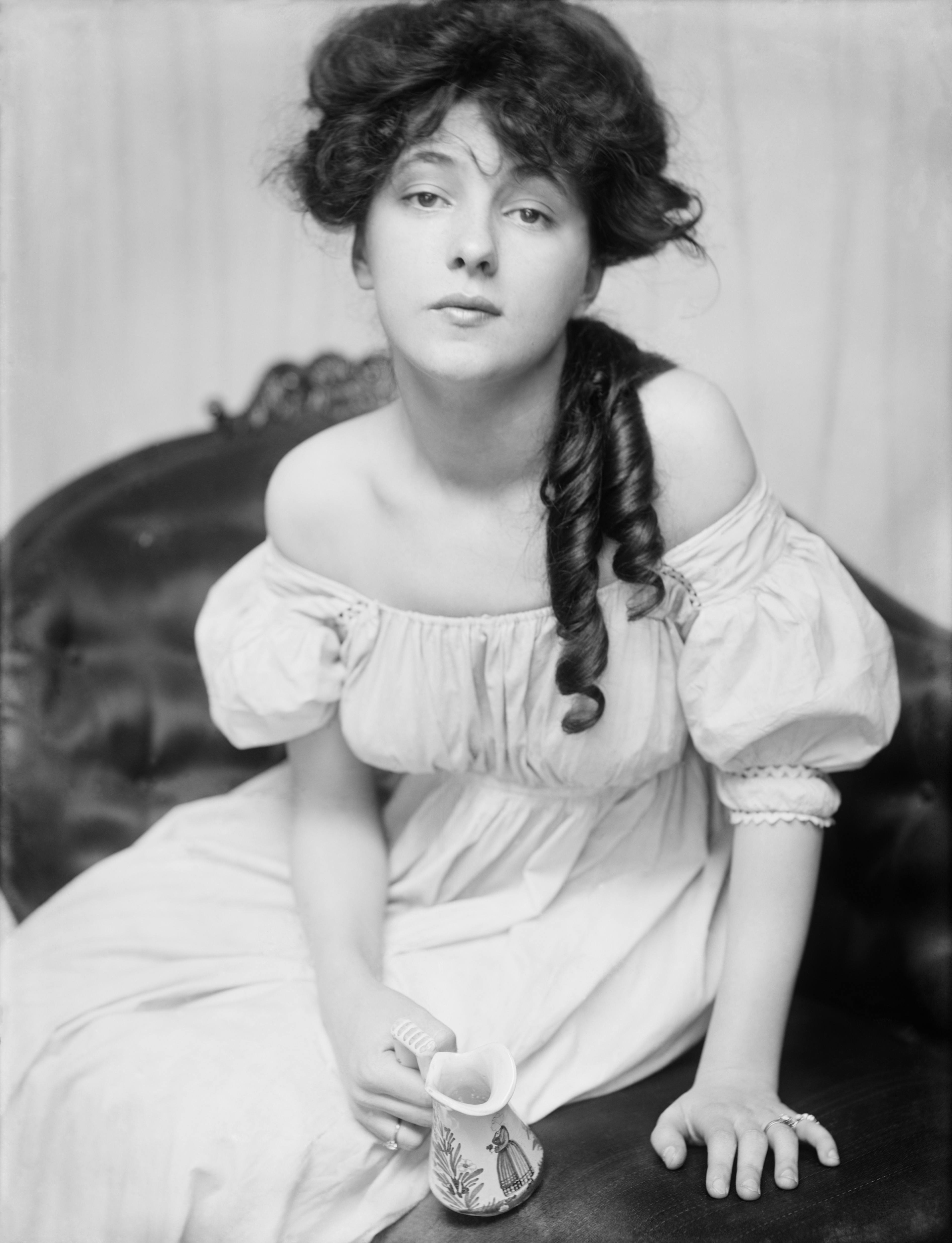
Evelyn Nesbit (um 1900)

Harry Thaw verliebte sich in das junge Model und Showgirl Evelyn Nesbit, das seine Heiratsavancen zunächst jedoch ausschlug. Auf einer Europareise, die Thaw organisierte, damit Nesbit sich von einer Appendizitis und der anschließenden Blinddarmoperation erholen konnte, gestand Nesbit ihre vorherige Affäre mit Stanford White, in der es zu einem Date Rape gekommen war. Dennoch waren White und Nesbit ein Paar, bis White sie für eine Jüngere verlassen hatte. White hatte Nesbit auch ohne Erfolg vor Thaw und seinen Neigungen gewarnt.
Trotz schlechter Erfahrungen mit Thaws Sadismus heirateten die beiden am 4. April 1905. Sie zogen auf den Familiensitz der Thaws, Lyndhurst in Pittsburgh. Nesbit, die ein prunkvolles Leben mit Reisen und Unterhaltung erwartet hatte, wurde bitter enttäuscht. Unter dem scheinheiligen Regime seiner Mutter spielte Thaw den frommen Sohn und Ehemann.
Zu dieser Zeit begann Thaw, eine Kampagne gegen White aufzubauen. Dazu korrespondierte er mit Anthony Comstock, einem berüchtigten Kämpfer für Moral und Anstand. Thaw kam zu der Überzeugung, White habe die Eastman Gang auf ihn angesetzt, um ihn umzubringen.

### Der Mord an Stanford White

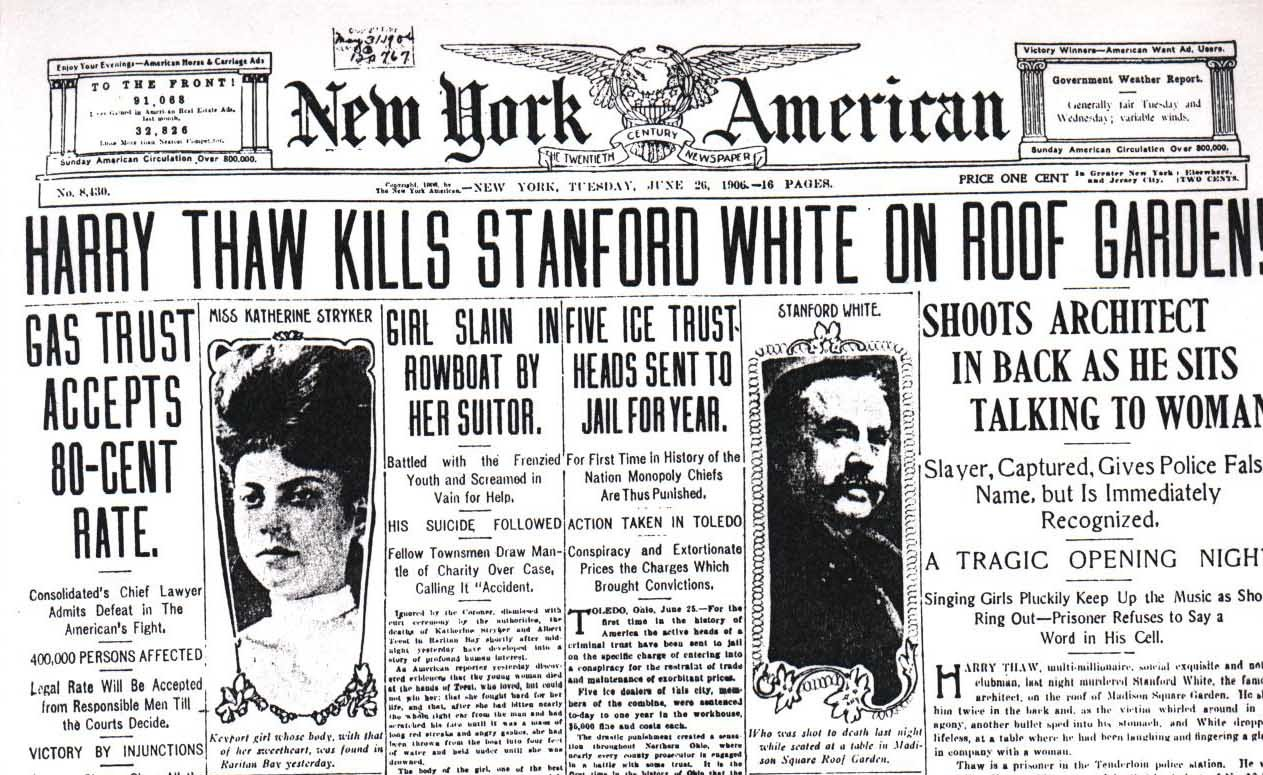
New York American am 26. Juni 1906

Am 25. Juni 1906 besuchten Thaw und seine Frau mit Bekannten die Musikrevue Mam’zelle Champagne im Dachgartentheater des Madison Square Garden. Trotz der drückenden Hitze behielt Thaw seinen Mantel an.
Als auch White gegen Ende der Show erschien und an seinem Tisch Platz nahm, näherte sich Thaw, zögerte jedoch zunächst mehrmals, bis er schließlich vor White stand und ihm mit einer Pistole dreimal aus kürzester Entfernung ins Gesicht schoss. White war sofort tot, das Gesicht im Wesentlichen weggeschossen. Thaw blieb bei der Leiche stehen und rief, er habe es getan, weil White seine Frau zerstört habe (I did it because he ruined my wife!).
Das Publikum hielt die Schießerei zunächst für einen Teil der Show, bis man erkannte, dass White wirklich tot war. Thaw hielt die Pistole immer noch in der Hand und ging zum Aufzug, wo seine Frau stand. Als sie ihn fragte, was er getan habe, antwortete er: „Alles in Ordnung, ich habe dir wohl das Leben gerettet“ (It’s all right, I probably saved your life).

### Der Prozess

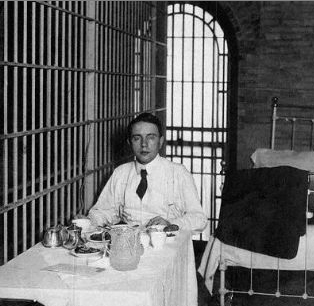
Thaw in Tombs Prison, Manhattan

Thaw wurde des Mordes angeklagt; er verzichtete auf die Zahlung einer Kaution. Im Gefängnis „The Tombs“ in Manhattan genoss er eine Sonderbehandlung mit Catering und eigener Kleidung.
Die Boulevardpresse stürzte sich auf die Geschichte. Kampagnen für und gegen die Beteiligten wurden geführt. „Der Jahrhundertprozess“ (Trial of the Century) erregte enorme Aufmerksamkeit.
Im Zentrum des Verfahrens stand die Frage des Vorsatzes. Der Bezirksstaatsanwalt plädierte auf Schuldunfähigkeit, um das Verfahren abzukürzen und den Mitgliedern der High Society unangenehme Zeugenbefragungen zu ersparen. Die Verteidigung war einverstanden, da auf diese Weise eine ansonsten drohende Todesstrafe vermieden werden konnte. Thaw hingegen war nicht einverstanden, als das „halbverrückte Werkzeug einer zügellosen Frau“ (the half-crazy tool of a dissolute woman) angesehen und eingesperrt zu werden, und entließ seinen Verteidiger.
Thaws Mutter drängte auf eine Kompromissstrategie, nämlich die einer zeitweisen Unzurechnungsfähigkeit, damals auch unter der Bezeichnung „Brainstorm“ diskutiert. Die Boulevardpresse griff dieses Thema der temporären Schuldunfähigkeit auf und dramatisierte es als einzigartig amerikanisches Phänomen, als „Dementia Americana“. Thaw wurde gefeiert als Rächer eines Angriffs auf die weibliche Unbescholtenheit, der Mord an White wurde als gerechtfertigt angesehen.
Es gab zwei Verfahren. Da die Geschworenen im ersten Verfahren 1907 keine Einigung erreichten, fand 1908 ein zweites Verfahren statt, in dem Thaw nicht schuldig wegen Schuldunfähigkeit befunden wurde. Er wurde lebenslänglich in das Matteawan State Hospital for the Criminally Insane in Fishkill (New York) eingewiesen. Auch hier konnte er sich etliche Privilegien erkaufen.

### Nach dem Prozess
Nesbit hatte in beiden Verfahren als Zeugin ausgesagt. Die Familie Thaw sagte ihr großzügige Entschädigung zu, falls sie zugunsten ihres Ehemannes aussagen sollte, die sie während des Verfahrens teilweise erhielt. Nach Ende des Prozesses brach die Familie den Kontakt zu Nesbit ab. Die Ehe wurde 1915 geschieden. Nesbit hatte am 25. Oktober 1910 in Berlin einen Sohn, Russel William Thaw, zur Welt gebracht; während Nesbit darauf bestand, dass Thaw der Vater sei und die Zeugung während eines Besuchs in Matteawan stattgefunden habe, stritt Thaw die Vaterschaft ab.
Unmittelbar nach seiner Einweisung begann Thaw, an seiner Freilassung zu arbeiten. Eine 1909 geforderte Haftprüfung auf der Basis eines Writ of Habeas Corpus scheiterte 1910, da sich Zeugen fanden, die zu Ungunsten Thaws aussagten.
1913 schaffte es Thaw, die Anstalt ungehindert zu Fuß zu verlassen und sich nach Kanada abzusetzen. Er wurde an die USA ausgeliefert, wo er ein erneutes Haftprüfungsverfahren erreichte. Am 16. Juli 1915 wurde er als gesund freigelassen.

### Erneute Verhaftung und Einweisung

The New York Times, 12. Januar 1917

1916 wurde Thaw wegen Entführung, Körperverletzung und sexueller Nötigung angeklagt. Er hatte den 19-jährigen Frederick Gump aus Kansas City (Missouri) unter falschen Versprechungen nach New York gelockt, wo er ihn mit einer Peitsche schlug und nötigte. Nach der Tat floh Thaw nach Philadelphia. Als die Polizei ihn auffand, hatte er versucht, sich die Kehle durchzuschneiden.
Trotz seiner Versuche, die Familie Gump mit viel Geld von einer Strafverfolgung abzubringen, wurde Thaw verurteilt und in das Kirkbride Asylum in Philadelphia eingewiesen, wo er unter strenger Beobachtung stand. Im April 1924 wurde er als gesund entlassen.

### Späteres Leben und Tod
1924 kaufte sich Thaw ein historisches Gebäude namens Kenilworth in Clear Brook (Virginia), wo er als exzentrisches Gemeindemitglied lebte, ohne weiter auffällig zu werden. 1926 veröffentlichte er seine Memoiren unter dem Titel „The Traitor“ (Der Verräter), in denen er seinen Mord an White verteidigte.
Ende der 1920er Jahre wandte er sich dem Filmgeschäft zu und wollte Filme über betrügerischen Spiritismus produzieren. Es kam erneut zu einem Prozess, da Thaw sich weigerte, von ihm beauftragte Arbeiten an Drehbüchern zu bezahlen; nachdem ihm das Skript nicht gefallen hatte, wollte er jetzt sein eigenes Leben verfilmen und sah die getroffenen Vereinbarungen als ungültig an. 1935 wurde er zur Zahlung verurteilt.
1944 verkaufte Thaw Kenilworth und zog nach Florida. Er starb am 22. Februar 1947 im Alter von 76 Jahren in Miami an einem Herzinfarkt.
Thaw hinterließ ein geschätztes Vermögen von einer Million US-Dollar (2023 etwa 15 Millionen USD wert). In seinem Testament vermachte er Evelyn Nesbit 10.000 $. Er wurde auf dem Allegheny Cemetery in Pittsburgh bestattet.